# Macroxiphus
Macroxiphus Pictet, 1888 è un genere di insetti ortotteri della famiglia Tettigoniidae. Sono noti per un particolare mimetismo.

## Tassonomia
Comprende le seguenti specie:
- Macroxiphus globiceratus Vickery & Kevan, 1999
- Macroxiphus nasicornis Pictet, 1888
- Macroxiphus sumatranus (Haan, 1842)
  - Macroxiphus sumatranus raapi Griffini, 1908
  - Macroxiphus sumatranus siamensis Helfert & Sänger, 1995
  - Macroxiphus sumatranus sumatranus (Haan, 1842)